# Xaphoon

Maui-Xaphoon aus Bambus mit Schutzkappe

Xaphoon, im Englischen vereinfacht auch bamboo sax, ist ein 1976 entwickeltes Einfachrohrblattinstrument aus Bambus oder Kunststoff, das ähnlich wie ein Saxophon oder eine Klarinette klingt und eine Form des Chalumeau darstellt. Bambussaxophon (oder bamboo sax) bezeichnet neben dem registrierten Handelsnamen Xaphoon jedes aus Bambus preisgünstig hergestellte Saxophon.
Das Xaphoon überbläst wie die Klarinette in die Duodezime, nicht wie Blockflöte und Saxophon in die Oktave. Wegen seiner handlichen Bauweise und seines geringen Gewichts ist es als so genanntes Taschensaxophon besonders für das Spielen unterwegs und im Freien geeignet.

## Geschichte
Das Xaphoon wurde von dem Hawaiianer Brian Lee Wittman erfunden und im Jahre 1976 zum ersten Mal für den Verkauf hergestellt; mittlerweile ist es ein patentiertes Musikinstrument. In der Kunstmusik ist das Instrument bislang nicht etabliert, unter anderem weil es einen vergleichsweise kleinen Tonumfang von nur zwei Oktaven besitzt und eher geringe Lautstärken erreicht. Durch den Einsatz in der Band des brasilianischen Percussionisten Airto Moreira wurde es bekannt und gelangte durch die Nachfrage zur professionellen Massenfertigung.

## Herstellung

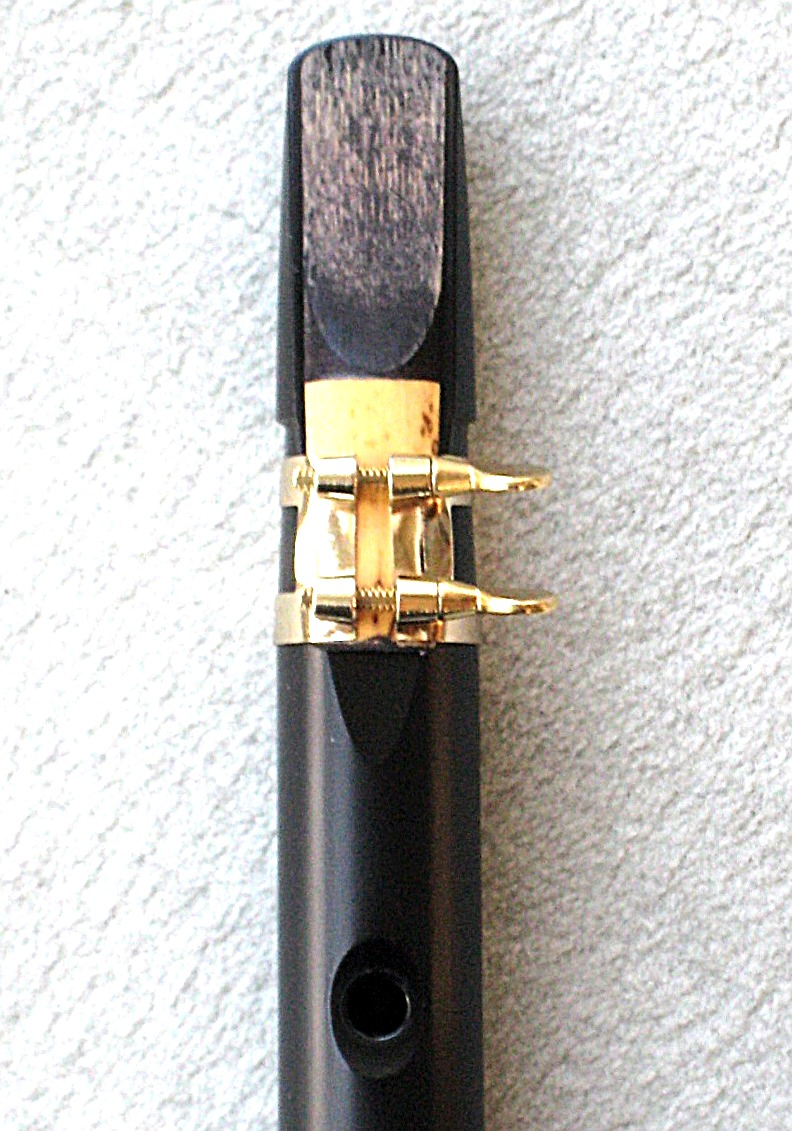
Xaphoon-Mundstück
mit Ligatur und Blättchen eines Tenorsaxophons

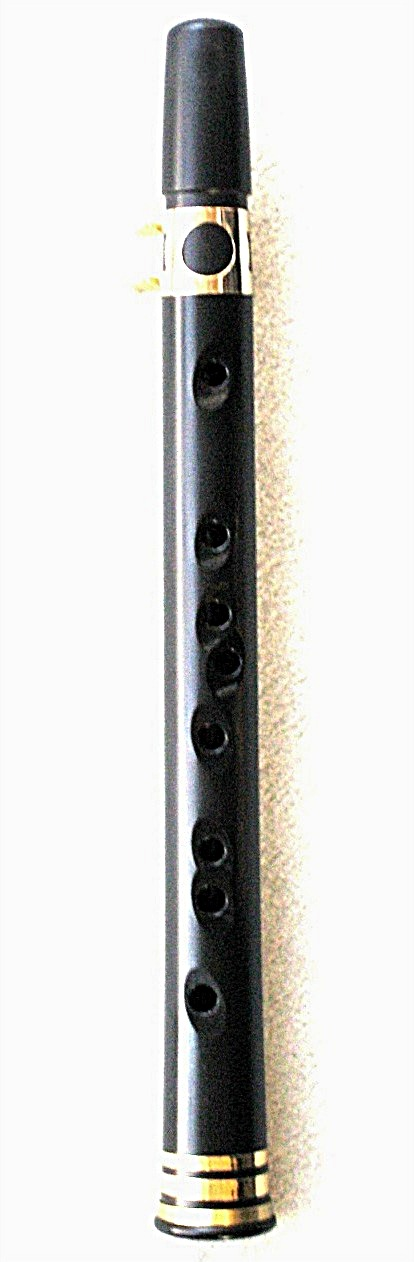
Classic Xaphoon aus Kunststoff

Xaphoone können aus zwei Materialien hergestellt werden:

### Bambus-Xaphoon
Das klassische Xaphoon aus Bambus, auch Maui Xaphoon, das anfangs als einziges serienmäßig produziert wurde, besteht aus hawaiischen Bambus (bot.: Bambusa spinosa), der nach viermonatiger Trocknung zur Haltbarmachung gebrannt wird. Der erste Fertigungsschritt nach der Bereitstellung der Materialien ist die Herstellung des Mundstücks. Es beeinflusst Spielbarkeit, Klang und Stimmbarkeit am nachhaltigsten und wird dann auf die Korrektheit des Kammertons überprüft. Anschließend werden die Grifflöcher gebohrt.

### Kunststoff-Xaphoon
Die Herstellung des Kunststoff-Xaphoons, auch Classic Xaphoon, ist wesentlich einfacher und maschinisierter als die des Bambus-Xaphoons. Das Instrument wird aus Kunststoff gegossen und ist durch die maschinelle Fertigung wesentlich klangtreuer und resistenter gegenüber Umwelteinflüssen.
Es wird vorwiegend in c-Stimmung hergestellt.

## Spieltechnik
Das Xaphoon ist durch das ähnliche Mundstück mit Klarinette und Saxophon verwandt, andererseits durch die flötenähnliche Grifftechnik und den verhältnismäßig niedrigen Anblasdruck besonders für Anfänger im Bereich der Holzblasinstrumente geeignet.
Das Instrument lässt sich chromatisch spielen und wird mit einem Tenorsaxophonblatt geblasen. Zum Spielen des Xaphoons benötigt man eine geübte Koordination von Finger- und Anblastechnik. Die Anblastechnik ähnelt der des Saxophons und hat den größten Einfluss auf Lautstärke und Klangfarbe des erzeugten Tons und der gespielten Melodie. Die Grifftabelle unterscheidet sich geringfügig von der einer Flöte, da der linke kleine Finger für den Ton G zuständig, also in die Tonleiter einbezogen ist. Da das Xaphoon in die Duodezime überbläst, werden die Töne in der zweiten Oktave anders als in der ersten gegriffen.